# بانيتوني
البانيتوني (بالإنجليزية: Panettone)‏ هو نوع إيطالي من الخبز الحلو أصله من ميلانو، عادة ما يتم تحضيره والاستمتاع به في عيد الميلاد ورأس السنة الجديدة في غرب وجنوب وجنوب شرق أوروبا وكذلك في أمريكا الجنوبية، إريتريا، أستراليا، الولايات المتحدة وكندا.

## انظلر أيضًا
- البندورو
- البريوش